# Carlos Gamerro
Carlos Gamerro (Buenos Aires, 16 de mayo de 1962) es un escritor, crítico y traductor argentino. Escribió novela, cuento, teatro y ensayo, así como también incursionó en guion de cine. Además, tradujo al español a William Shakespeare, W. H. Auden, y Harold Bloom, entre otros.

## Trayectoria
Se graduó como Licenciado en Letras por la Universidad de Buenos Aires, casa de estudios en la que se desempeñó como docente hasta 2002. En 1997 su cuento Fulgores nocturnos recibió mención en el Concurso Nacional para Jóvenes Narradores Haroldo Conti. Fue Visiting Fellow de la Universidad de Cambridge en 2007 y en 2008 formó parte del Programa Internacional de Escritura (IWP) de la Universidad de Iowa.
Su libro Facundo o Martín Fierro fue distinguido en 2016 con el Premio de la Crítica que otorga la Fundación El Libro.

## Obra
Novelas:
- Las Islas (1998)
- El sueño del señor juez (2000, Editorial Sudamericana, Buenos Aires, Argentina)
- El secreto y las voces (2002, Grupo Editorial Norma, Buenos Aires, Argentina)
- La aventura de los bustos de Eva (2004)
- Un yuppie en la columna del Che Guevara (2010)
- Cardenio (2016)
- La jaula de los onas (2021)

Cuentos:
- El libro de los afectos raros (2005, Grupo Norma Editorial, Buenos Aires, Argentina)

Teatro:
- Norma y Ester (2009)
- Las Islas (2011), dirigida por Alejandro Tantanian[3]

Cine:
- Tres de Corazones, con Rubén Mira, dirigido por Sergio Renán (2007)

Crítica y ensayo:
- Antes que en el cine. Entre la letra y la imagen: el lugar del guion (compilación, 1993). Introducción y notas Carlos Gamerro y Pablo Salomón.
- Harold Bloom y el canon literario (2003)
- El nacimiento de la literatura argentina y otros ensayos (2006)
- Ulises. Claves de lectura (2008)
- Ficciones barrocas: una lectura de Borges, Bioy Casares, Silvina Ocampo, Cortázar, Onetti y Felisberto Hernández (2010)
- Facundo o Martín Fierro: los libros que inventaron la Argentina (2015)
- Borges y los clásicos (2016)

## Reconocimientos
- 2024ː Premio Konex de Platino 2024 Letras - Novelaː Período 2021-2023. Diploma al mérito.[4]
- 2024: «Personalidad Destacada de la Cultura» por la Legislatura de la Ciudad Autónoma de Buenos Aires.[5]